# Vello d'oro

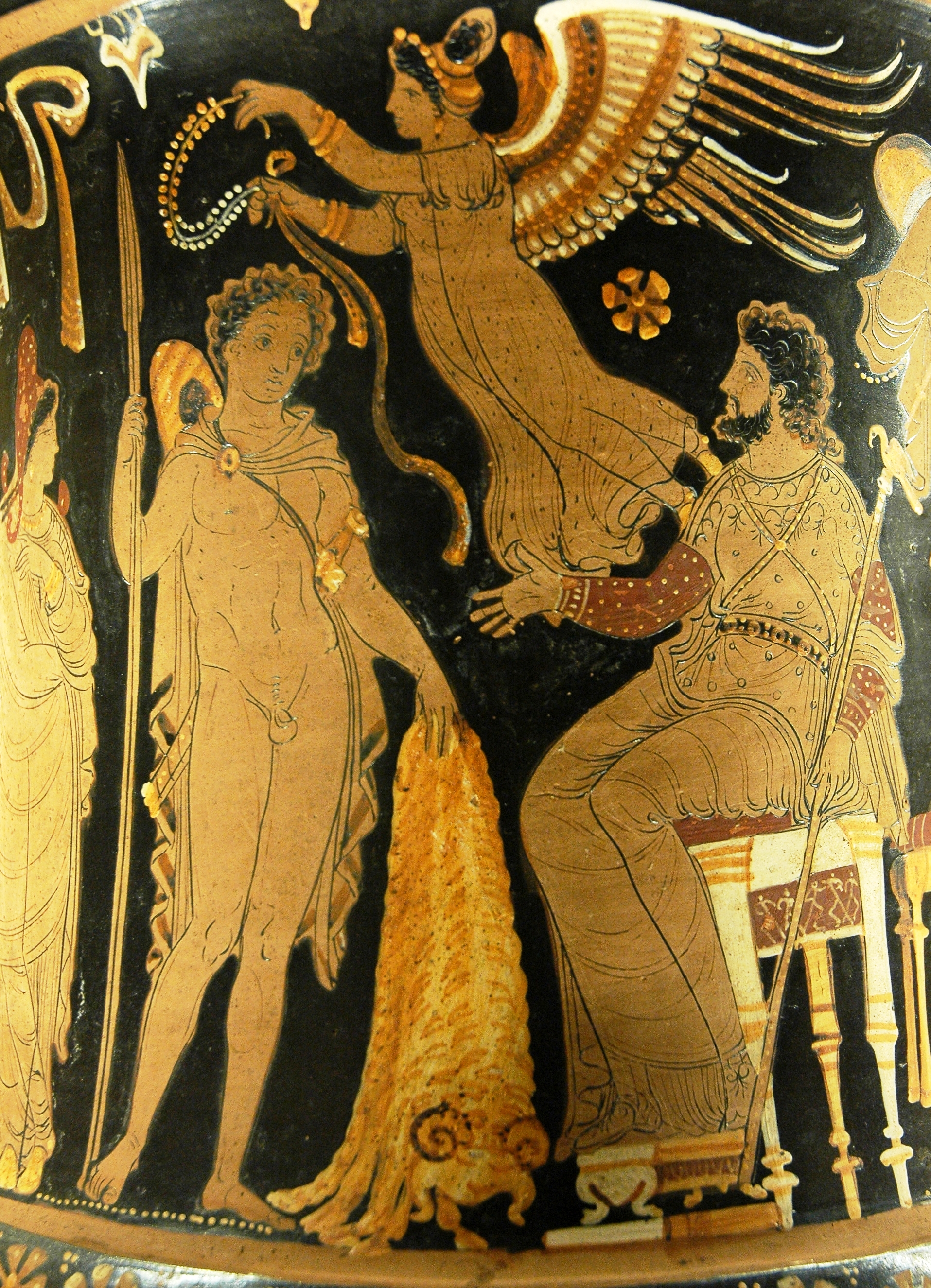
Giasone torna in patria con il Vello, in un vaso attico a figure rosse

Il Vello d'oro, o Toson d’oro, è un oggetto presente nella mitologia greca che si dice avesse il potere di curare ogni ferita o malattia. Si tratta del manto dorato di Crisomallo, un ariete alato capace di volare che Ermes donò a Nefele. La pelle del vello fu in seguito rubata da Giasone. Esso diede inoltre il nome all’omonimo Ordine.

## Mito
Atamante ripudiò la moglie Nefele per sposare Ino; quest'ultima odiava Elle e Frisso, i figli che Atamante aveva avuto da Nefele, e cercò di ucciderli per permettere a suo figlio di salire al trono. Venuta a conoscenza dei piani di Ino, Nefele chiese aiuto ad Ermes che le inviò Crisomallo, il quale caricò in groppa i due fratelli e li trasportò, volando, nella Colchide. Elle a causa di un addormentamento cadde durante il viaggio in uno stretto braccio di mare, che prese il nome di Ellesponto, mentre Frisso arrivò a destinazione e venne ospitato da Eete. Frisso sacrificò quindi l'animale agli dei donando il vello a Eete, che lo nascose in un bosco inchiodandolo a una quercia.

## Giasone e gli Argonauti
Il Vello venne rubato da Giasone e dai suoi compagni, gli Argonauti, con l'aiuto di Medea, figlia di Eete.. Il mito sembrerebbe rifarsi ai primi viaggi dei mercanti-marinai proto-greci alla ricerca di oro, di cui la penisola greca è assai scarsa; da notare è il fatto che tuttora, nelle zone montuose della Colchide e delle zone limitrofe, vivono pastori-cercatori d'oro seminomadi che utilizzano un setaccio ricavato principalmente dal vello di ariete, tra le cui fibre si incastrano le pagliuzze di oro. Altri studiosi ritengono che si tratti di una metafora dei campi di grano, scarso in Grecia, e che gli antichi Elleni si procuravano sulle coste meridionali del Mar Nero.